# 高橋朋弘
高橋 朋弘（たかはし ともひろ、2月24日 - ）は、秋田テレビ (AKT) の元アナウンサー。

## 来歴
埼玉県春日部市出身。東京アナウンスセミナーの7期生。
大学を卒業後、2007年に秋田テレビに入社。同期の後藤美咲、長島瑞穂とともに同局のアナウンサーになる。ちなみに後藤も、高橋と同じく東京アナウンスセミナーの7期生であった。
後にアナウンス業務から離れ、報道部に転属。以後は日本民間放送連盟の『月刊民放』に秋田テレビの記者として寄稿したり、ドキュメンタリー映像の制作に携わったりしていた。一方で『Live News あきた』のキャスター就任に伴い、一時アナウンス業務に復帰していたこともある。

## 担当番組
- クボタ民謡お国めぐり（2007年 - 2009年） - 司会[7]
- AKTスーパーニュース[1]
- やばせ本町どまん中!（2007年 - 2009年） - 中継コーナー「笑顔でチュウ継」担当[8]
- 第23回FNSドキュメンタリー大賞ノミネート作品：ジュース プリーズ 〜親子3代ブドウ農家の挑戦〜（2014年） - 撮影[9]
- 第24回FNSドキュメンタリー大賞ノミネート作品：町を継ぐ（2015年） - 取材・構成・ディレクター[4]
- Live News あきた（2020年 - 2021年） - 月曜・火曜・水曜キャスター